# Litografia suau

Figura 1 - "Entintar" un segell. El segell PDMS amb patró es col·loca en una solució d'etanol i ODT (octadecanetiol).

En tecnologia, la litografia suau és una família de tècniques per fabricar o replicar estructures utilitzant "segells elastomèrics, motlles i fotomàscares conformables". S'anomena "suau" perquè utilitza materials elastomèrics, sobretot PDMS.

Figura 2 - L'ODT de la solució s'estableix al segell PDMS. Ara el segell té un ODT que actua com a tinta.

La litografia suau s'utilitza generalment per construir característiques mesurades a escala de micròmetre a nanòmetre. Segons Rogers i Nuzzo (2005), el desenvolupament de la litografia suau es va expandir ràpidament entre 1995 i 2005. Les eines de litografia suau ara estan disponibles comercialment.

Figura 3 - El segell PDMS amb l'ODT es col·loca sobre el substrat daurat. Quan s'elimina el segell, l'ODT en contacte amb l'or es queda enganxat a l'or. Així, el patró del segell es transfereix a l'or mitjançant la "tinta" ODT.

## Tipus
- Segell PDMS.
- Impressió de microcontacte.
- Litografia suau multicapa.
- Litografia de nanosfera.

## Avantatges
La litografia suau té alguns avantatges únics sobre altres formes de litografia (com ara la fotolitografia i la litografia de feix d'electrons). Inclouen els següents:
- Menor cost que la fotolitografia tradicional en producció massiva.
- Molt adequat per a aplicacions en biotecnologia.
- Adequat per a aplicacions en electrònica plàstica.
- Adequat per a aplicacions que impliquen superfícies grans o no planes (no planes).
- Més mètodes de transferència de patrons que les tècniques tradicionals de litografia (més opcions de "tinta").
- No necessita una superfície fotoreactiva per crear una nanoestructura.
- Detalls més petits que la fotolitografia en entorns de laboratori (~30 nm vs ~100 nm). La resolució depèn de la màscara utilitzada i pot arribar a 6 nm.[4]Imatge Sarfus d'estreptavidina dipositada per litografia suau amb segell PDMS.

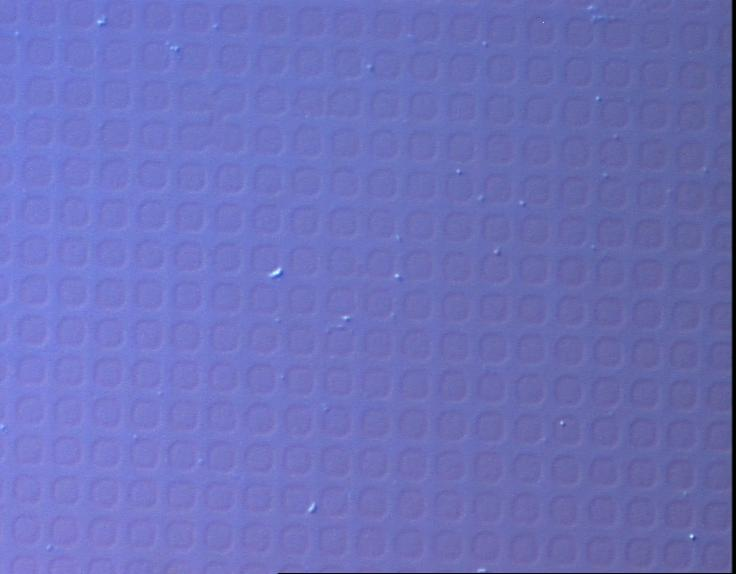
Imatge Sarfus d'estreptavidina dipositada per litografia suau amb segell PDMS.